# Hibridació in situ per fluorescència

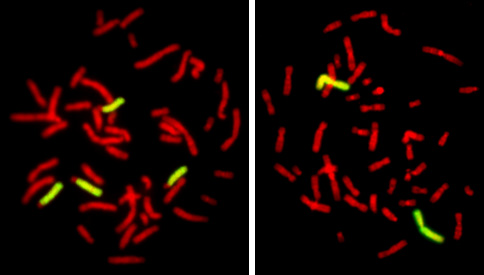
Dues imatges de FISH metafàsic en humans. En groc, el cromosoma 2.

El FISH o hibridació in situ per fluorescència és una tècnica de tinció de cromosomes amb fluorocroms en la qual es provoca que els cromosomes específics emetin fluorescència, “brillin”, sota el microscopi. Aquesta tècnica permet la ràpida determinació d'aneuploïdies, l'absència del cromosoma complet o la presència d'un cromosoma addicional, així com l'adjudicació d'un marcador genètic a un cromosoma (cartografia genètica).
Els cromosomes que són usualment utilitzats amb la tècnica del FISH són els 13, 18, 21, X i Y; això no obstant, com són possibles tincions addicionals dels cromosomes, altres cromosomes poden ser visualitzats amb aquesta tècnica. Amb el FISH només fa falta tenyir segments d'una de les dues cadenes de l'ADN.
El primer pas de la tècnica consisteix en la desnaturalització de l'ADN per separar la doble hèlix. A la mostra desnaturalitzada se l'afegeix llavors la sonda d'interès (seqüències cromosòmiques conegudes). Primer, les sondes hibriden a regions específiques. Després, es tenyeixen els nuclis amb un color de contrast no específic (generalment DAPI). Les sondes de l'ADN poden marcar-se amb molècules fluorescent (mètode directe) o no fluorescent que es detecten amb anticossos fluorescents (mètode indirecte).
Hi ha sondes locus-específiques, centromèriques, tel·lomèriques i de tot el cromosoma (pintat); amb els equips de microscòpia i de processament d'imatges adequats, es poden emprar diferents fluorocroms per identificar diferents sondes simultàniament i fins i tot obtenir el cariotip d'espectre multicolor (SKY) en la qual cada cromosoma adquireix un color diferent que li proporciona l'ordinador després d'analitzar les 24 sondes de pintat cromosòmic, cadascuna específica per a un cromosoma i de color diferent.

## Protocol
El primer pas a realitzar és fer un shock hipotònic a les cèl·lules amb clorur de potassi (KCl) per tal d'inflar les cèl·lules d'aigua per fer-les més grans i que es puguin apreciar millor les senyals de les sondes.
Seguidament s'han de fixar les cèl·lules, normalment es fa amb una solució carnoy, composta per àcid acètic i metanol en proporció 1:3. Aquest procés serveix per a preservar el DNA i la morfologia dels nuclis de les cèl·lules i es sol repetir de 3 a 4 vegades.
Una vegada les cèl·lules estan fixades, es fan extensions fines en portaobjectes. com que les cèl·lules encara no estan tenyides, per a marcar la zona en la qual s'ha fet l'extensió s'utilitza un llapis amb punta de diamant. Les extensions es deixen assecar.
la hibridació es realitza seguint el procés d'instruccions que dona la casa comercial de cada casa. hi ha algunes sondes que venen directament preparades, mentre que altres s'ha de preparar amb una mescla d'altres elements. per tal d'hibridisar bé, els portaobjectes es posen a l'hibridador durant tota la nit.
L'endemà es fan rentades post-hibridació per a eliminar l'excedent de sondes i per tal que només es vegin els nuclis. també es tenyeixen amb DAPI per a veure bé el nucli de color blau.

## Tipus de sondes de FISH

### Sondes centromèriques
Consisteixen en seqüències d'ADN repetitives o satèl·lit que es troben al centròmer o a la zona pericentromèrica d'un cromosoma específic, formats per heterocromatina.
Permeten la detecció d'aneusomies, és a dir, el guany o la pèrdua d'un cromosoma sencer.

### Sondes de locus específic o de seqüència única
Les sondes de locus específic hibriden en una regió específica del genoma que correspon a un gen o a una banda cromosòmica d'interès.
Permeten la detecciö de alteracions numèriques i estructurals tant en nuclis en metafase com en interfase. Normalment s'utilitzen 3 tipus diferents de sondes de locus específic:

#### Detecció de delecions o amplificacions.
aquestes sondes s'utilitzen normalment combinades amb una sonda centromèrica o amb una altra sonda de locus específic com a control i serveixen per a detectar o bé pèrdues o guanys de material genètic en una zona concreta del genoma.

#### Doble fusió (dual fusion)
En aquest cas s'utilitzen dues sondes de diferents colors que senyalen regions separades en el genoma. en el cas que es produeixi una reorganització dels cromosomes o una translocació de gens les dues sondes es veuran juntes i es crearà un patró d'un tercer color.
Normalment es fan servir sondes vermelles i verdes que al ajuntar-se produeixen una senyal groga.

#### Break apart
En aquest cas les sondes break també serveixen per a detectar translocacions de gens. en aquest cas l'inclouen dues sondes diferents de diferents colors que flanquejen un gen d'interès. com que es troben molt juntes, a simple vista semblarà que són una sola sonda d'un tercer color. en el cas que hi hagi una translocació en el gen que estem observant, les dues sondes quedaràn separades i es podran observar dels seus colors respectius.
Normalment es fan servir sondes vermelles i verdes que en les cèl·lules normals es veuran grogues mentre que a les cèl·lules aberrants es veuran senyals vermelles i verdes independents.

### Sondes de pintat cromosòmic
aquestes sondes estan compostes per un set de sondes de locus específic que coombinades hibriden amb tot un cromosoma sencer. s'utilitzen per a visualitzar alteracions estructurals i numèriques en nuclis en metafase però no en interfase.
Són útils per a confirmar cariotips amb translocacions complexes o per a identificar cromosomes marcadors.